# 胎児性水俣病
胎児性水俣病（たいじせいみなまたびょう）は、出生前の胎児の段階に起因して発症する水俣病。汚染された魚介類を自ら摂取することにより発症する小児・成人水俣病とは異なり、胎児が母親の食べた魚に含まれるメチル水銀をへその緒より吸収してしまうことにより発症する。

## 発見
1958年、熊本大学の喜田村正次教授が水俣湾周辺で心身に異常を持つ乳児が次々に生まれているとの報告を行った。水俣病多発地区では1955年以降、乳児の脳性マヒ様の症状の発生率は9%に達していた。1961年5月、熊本大学の神経精神科教室（立津政順教授）においても原田正純を含む数人の若手医師の院生を水俣に派遣して水俣病に関する詳細な臨床疫学的調査に着手、さらに翌1962年には上記乳児の脳性麻痺様の症状の正体も究明することになり、原田がこれを担当することとなって、一軒一軒患者の家を訪れ診察の結果、胎児中に胎盤を通して有機水銀中毒を起こしたものとの結論が出された。

## 影響
脳の発育が不十分だったり神経細胞が壊されたりし、感覚障害や運動失調などを発症する。熊本、鹿児島両県によると、1955年以降に生まれた水俣病認定患者は77人（2016年3月時点）。複数の患者団体によると、そのほとんどが胎児性患者とみられ、亡くなった人も多い。
患者の一人だった上村智子（1956年生まれ、1977年死去）は、写真家ユージン・スミスの作品の題材となった。水俣市内に建立された水俣病犠牲者の慰霊碑「乙女塚」の名前は、上村に由来する。